# 荒鷲毅
荒鷲毅（1986年8月21日—），本名Dulgoun Erhebayar，蒙古國烏蘭巴托出身的前日本大相撲力士。他身高1.84米，重140公斤。 
他在2002年11月開始專案相撲生涯，在2014佣5月到達幕內級別，他是第21個成為幕內級別的蒙古族力士。他曾有三個擊敗橫綱的金星 (相撲)），最高位置是西前頭2枚目。
生涯戰績:401勝339敗39休（86場所）。
引退後他在日本、蒙古和美國從事房地產業務，體重已減至100公斤左右。